# Toegangsbewijs

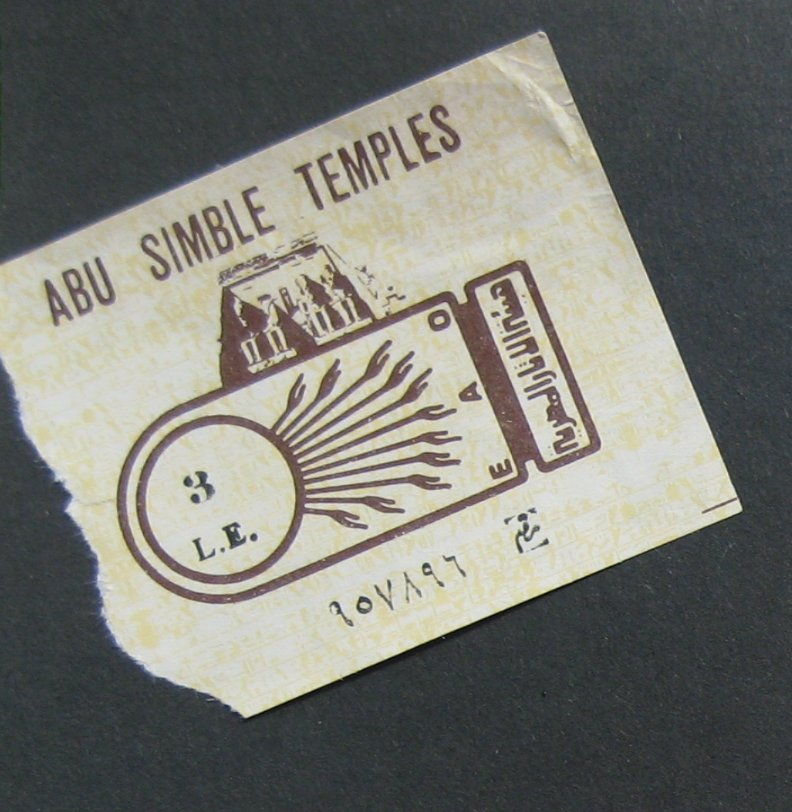
Toegangsbewijs voor Aboe Simbel

Een toegangsbewijs, ook entreebewijs, of in de vorm van een kaart toegangskaart(je), entreekaart(je) of kortweg kaart(je), is een bewijs, meestal in de vorm van een kaart, maar ook wel als polsbandje, of stempel op hand of pols, dat voor de toegang betaald is. In gevallen waar de betaling van de toegangsprijs tevens de ingangscontrole vormt, wordt soms geen toegangsbewijs verstrekt. In veel gevallen waar men tegen betaling toegang kan krijgen tot een plaats van dienstverlening zijn betaling en toegangscontrole echter gescheiden, en is het verstrekken van toegangsbewijzen noodzakelijk. Toegangsbewijzen maken ook financiële controle mogelijk (onder andere is fraude door eigen personeel lastiger) en vereenvoudigen de organisatie.
Formeel is een toegangsbewijs een rechtsgeldig bewijs van de overeenkomst die de dienstverlener en degene die voor de dienst betaald heeft, zijn aangegaan.
Voordelen van betalen op een andere plaats dan bij de toegangscontrole zijn bovendien:
- soms komen de mensen meer gespreid in de tijd aan bij bijvoorbeeld een bioscoop of bij een station, dan dat men de zaal of trein instapt
- het geeft meer flexibiliteit bij de plaatsing van apparatuur en/of personeel voor kaartverkoop
- de klant kan zich van tevoren van een plaats verzekeren (dit geldt bij het openbaar vervoer vaak niet, met name vaak niet voor zitplaatsen)

Ook als wel bij de toegangscontrole wordt betaald, wordt toch vaak een toegangsbewijs verstrekt. Dit is nodig als er meer controles kunnen zijn, bijvoorbeeld als niet alles na de controle toegankelijk is (bij een bioscoop alleen een bepaalde zaal of zelfs een bepaalde plaats, bij openbaar vervoer een bepaalde reis, enz.). Bij openbaar vervoer is de controle ook vaak pas tijdens de reis en steekproefsgewijs. De inkomsten zouden lager zijn als alleen degenen zouden betalen aan wie het personeel dit vraagt.  
Voorbeelden van dienstverlening zijn een bioscoopvoorstelling, een theatervoorstelling, een concert, museum, dierentuin, attractiepark, zwembad, sauna, enz.
Een treinkaartje, vliegticket enz. zijn bewijzen van toegang tot openbaar vervoer (vervoerbewijs).
Soms is ook een abonnement verkrijgbaar.
Ook is soms tegen een gereduceerd tarief een aantal kaarten tegelijk worden gekocht, vaak fysiek verenigd in één kaart waarop stempels komen, of waarin gaatjes worden geknipt, of delen worden afgescheurd: 10-rittenkaart, 5-badenkaart, 5-filmkaart, enz. Soms moet de gebruiker zelf een datum opschrijven, wat de kaart bruikbaar maakt voor de betreffende dag, en het gebruik registreert. Soms is de kaart persoonlijk. Als de kaart niet persoonlijk is geldt er soms een maximum voor het aantal personen dat er in één keer gebruik van kan maken, zodat het niet puur een groepskaart voor eenmalig gebruik wordt.
Vaak mag men met een toegangsbewijs voor een museum, dierentuin, attractiepark, zwembad, sauna, enz. tot sluitingstijd blijven. Soms mag men ook weggaan en dezelfde dag weer terugkomen met hetzelfde toegangsbewijs; het is dan te beschouwen als een dagabonnement; soms krijgt men een stempel op zijn hand om te voorkomen dat een ander aan wie het toegangsbewijs wordt doorgegeven het kan gebruiken.
Soms is er optioneel of uitsluitend een toegangsbewijs verkrijgbaar dat ook recht geeft op iets anders, bijvoorbeeld vervoer, een consumptie, of toegang elders. Dit wordt wel een combinatiekaart of combiticket genoemd. Bij voetbal wordt de term combiregeling gebruikt.
Een toegangsbewijs kan voor de mens leesbaar zijn en/of voor daarvoor geëigende apparatuur. Als het uitsluitend voor de mens leesbaar is (althans, als er geen apparatuur wordt gebruikt voor het automatisch lezen) wordt het een zichtkaart genoemd. Het lezen door apparatuur kan o.a via een streepjescode, QR-code, magneetstrip of RFID. Als een toegangsbewijs voor de mens leesbare informatie bevat en voor apparatuur leesbare informatie, dan hoeft het niet dezelfde informatie te zijn; er is vaak wel een overlap.

## Doorverkoop
Tussenhandelaren kopen soms veel toegangskaarten voor bijvoorbeeld muziekfestivals, popconcerten en theater- en toneelvoorstellingen, om ze tegen een hogere prijs door te verkopen.
Enerzijds wordt het risico van tegenvallende kaartverkoop zo deels door tussenhandelaren gedragen.
Anderzijds heeft de tussenhandel ook nadelen. De kaarten zijn hierdoor bij de primaire verkooppunten eerder uitverkocht. Voor zover een belangstellende meer geld voor een kaart over heeft dan de oorspronkelijke prijs zal dit consumentensurplus deels naar de tussenhandelaar vloeien, terwijl belangstellenden die van aankoop afzien wegens de hogere toegangsprijs ook benadeeld worden.   
Het Voorstel van wet van de leden Gerkens en Van Vroonhoven-Kok houdende wijziging van Boek 7 van het Burgerlijk Wetboek in verband met de invoering van voorschriften betreffende de doorverkoop van toegangskaarten voor een publieke gebeurtenis op het terrein van sport of cultuur (doorverkoop toegangskaarten) is echter door de Eerste Kamer verworpen. Het voorstel was dat de tussenhandel niet meer dan 120% van de oorspronkelijke prijs zou mogen rekenen. De consument zou het meerdere kunnen terugeisen, maar dat zou moeten met een civiele procedure. Ondanks de mogelijkheden van een collectief proces zou dit bezwaren hebben.